# Гулькевич Володимир Володимирович
Володимир Володимирович Гулькевич (1992, м. Шепетівка, Хмельницька область — 2022, Херсонська область) — український військовослужбовець, солдат Збройних сил України, учасник російсько-української війни. Кавалер ордена «За мужність» III ступеня (2022, посмертно).

## Життєпис
Володимир Гулькевич народився 1992 року в м. Шепетівка, нині Шепетівської громади Шепетівського району Хмельницької области України.
Служив стрільцем-помічником гранатометника 2-го механізованого відділення 1-го механізованого взводу механізованої роти.
Загинув 2022 року під час оборони Раденська та Олешків, що на Херсонщині.

## Нагороди
- орден «За мужність» III ступеня (4 березня 2022, посмертно) — за особисту мужність і самовіддані дії, виявлені у захисті державного суверенітету та територіальної цілісності України, вірність військовій присязі[2].